# Nordre Land
Nordre Land est une commune norvégienne du comté d'Innlandet (ancien comté d'Oppland). 
Elle borde les communes de Nord-Aurdal et de Gausdal au nord, Lillehammer au nord-est, Gjøvik à l'est, Søndre Land au sud, Sør-Aurdal au sud-ouest et Etnedal à l'ouest.

## Personnages célèbres
- Jens Bratlie, Premier ministre de la Norvège[2].
- Rune Brattsveen, biathlète norvégien[3].
- Sverre Kolterud, ancien spécialiste norvégien du Combiné nordique, né à Dokka[4].